# Cireșa, Caraș-Severin
Cireșa (în maghiară Bisztracseres) este o localitate componentă a orașului Oțelu Roșu din județul Caraș-Severin, Banat, România.

## Legături externe

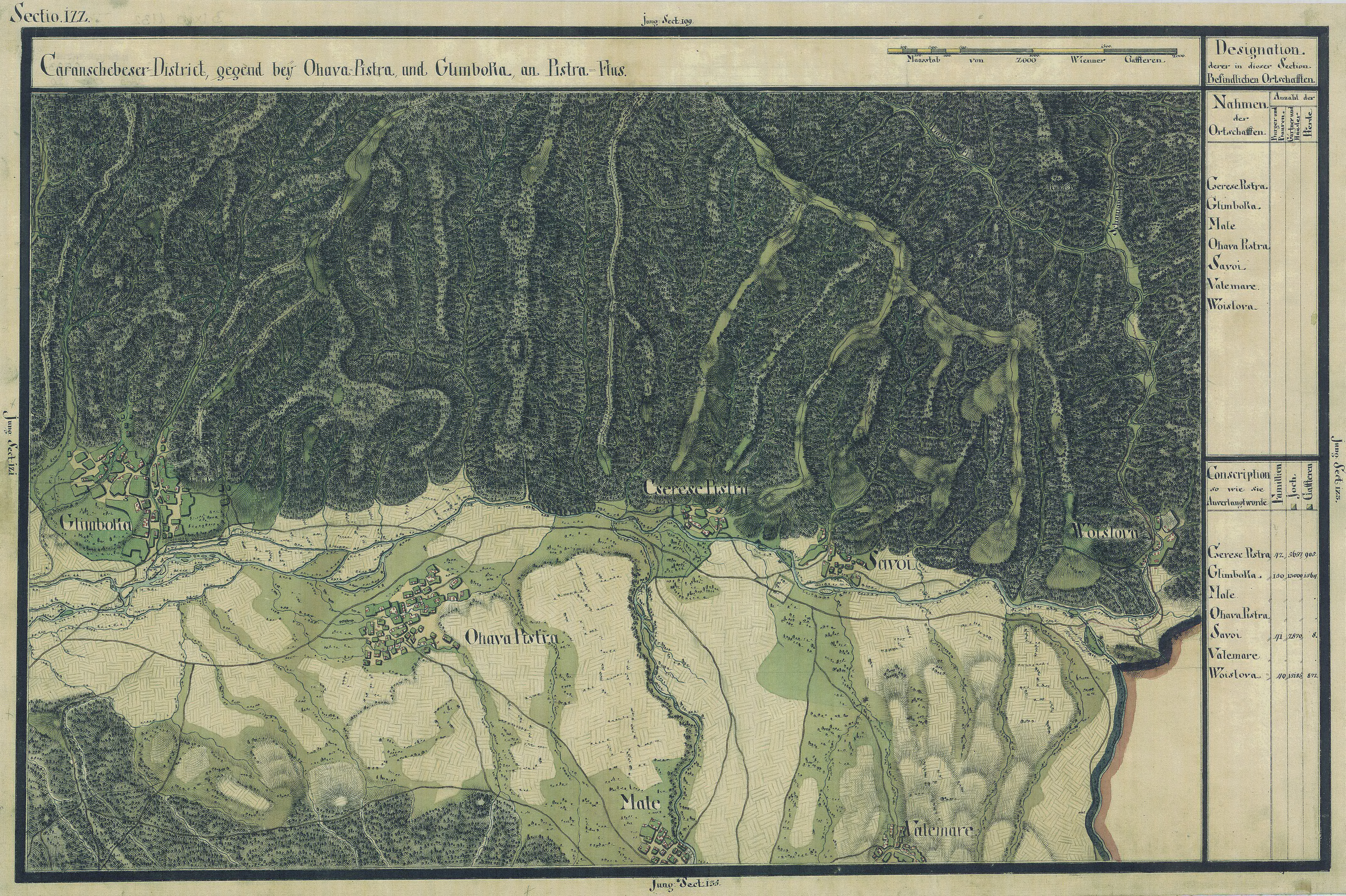
Cireașa în Harta Iosefină a Banatului, 1769-72

## Imagini

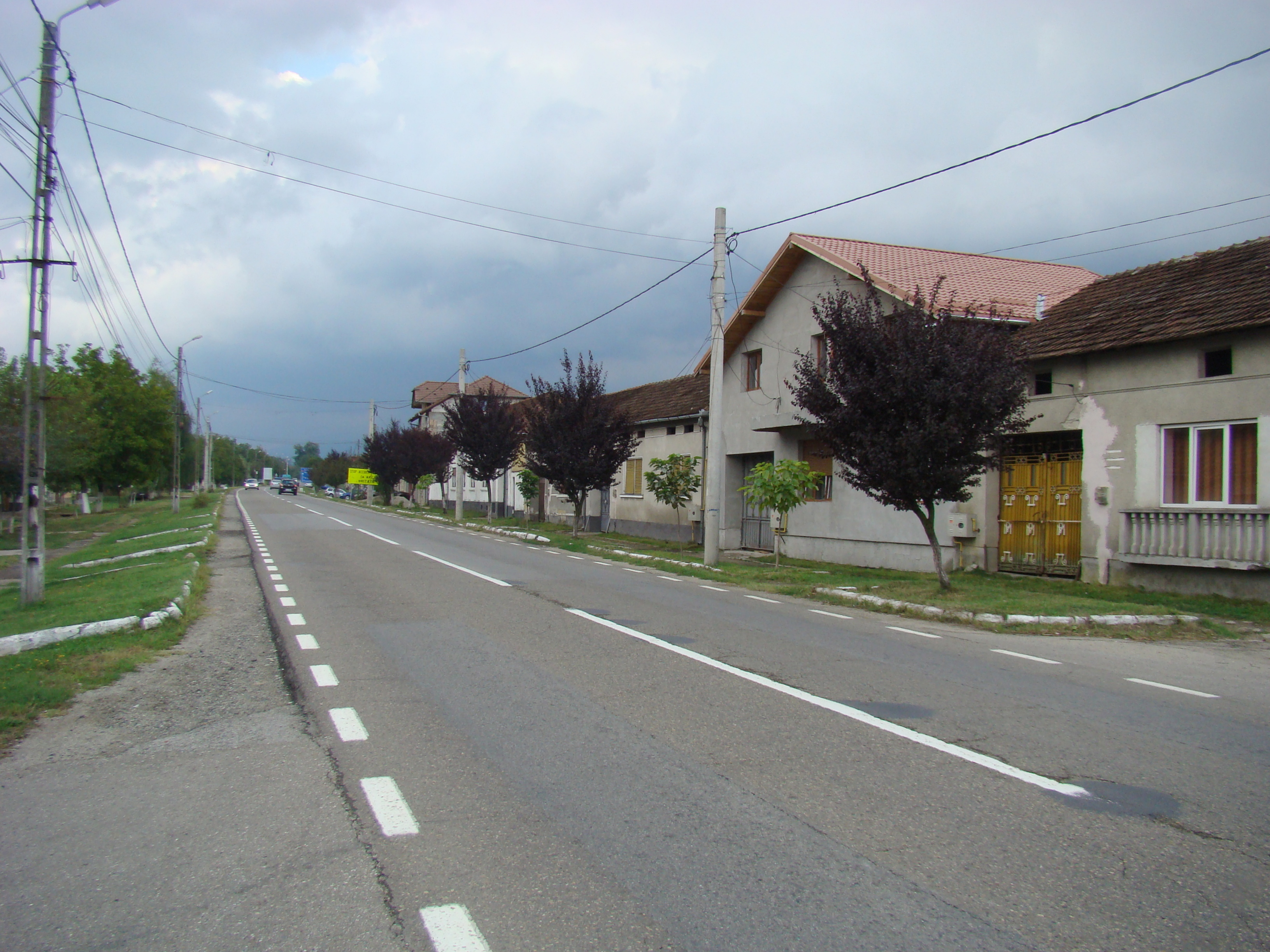
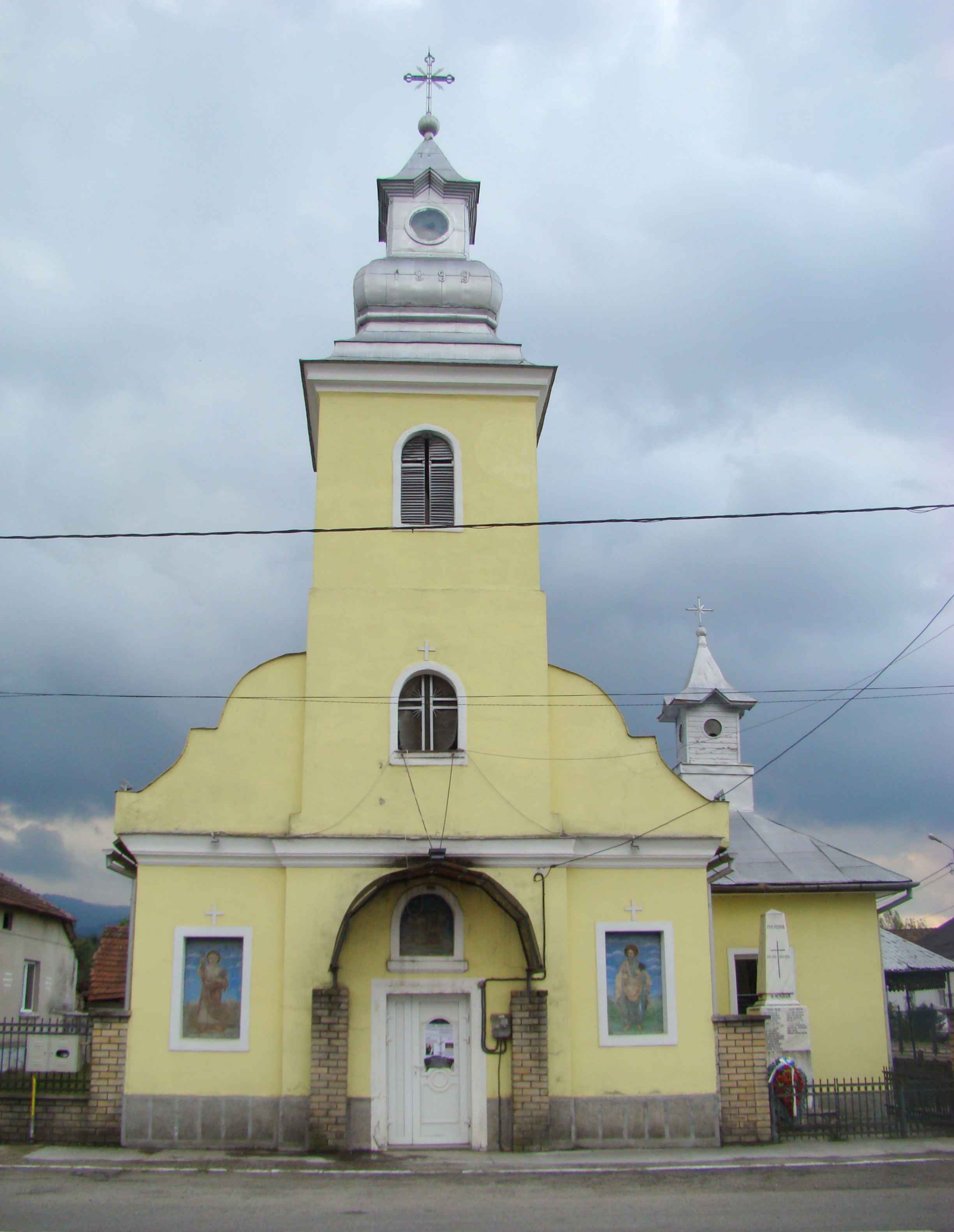
Biserica „Sfinţii Arhangheli” (monument istoric)
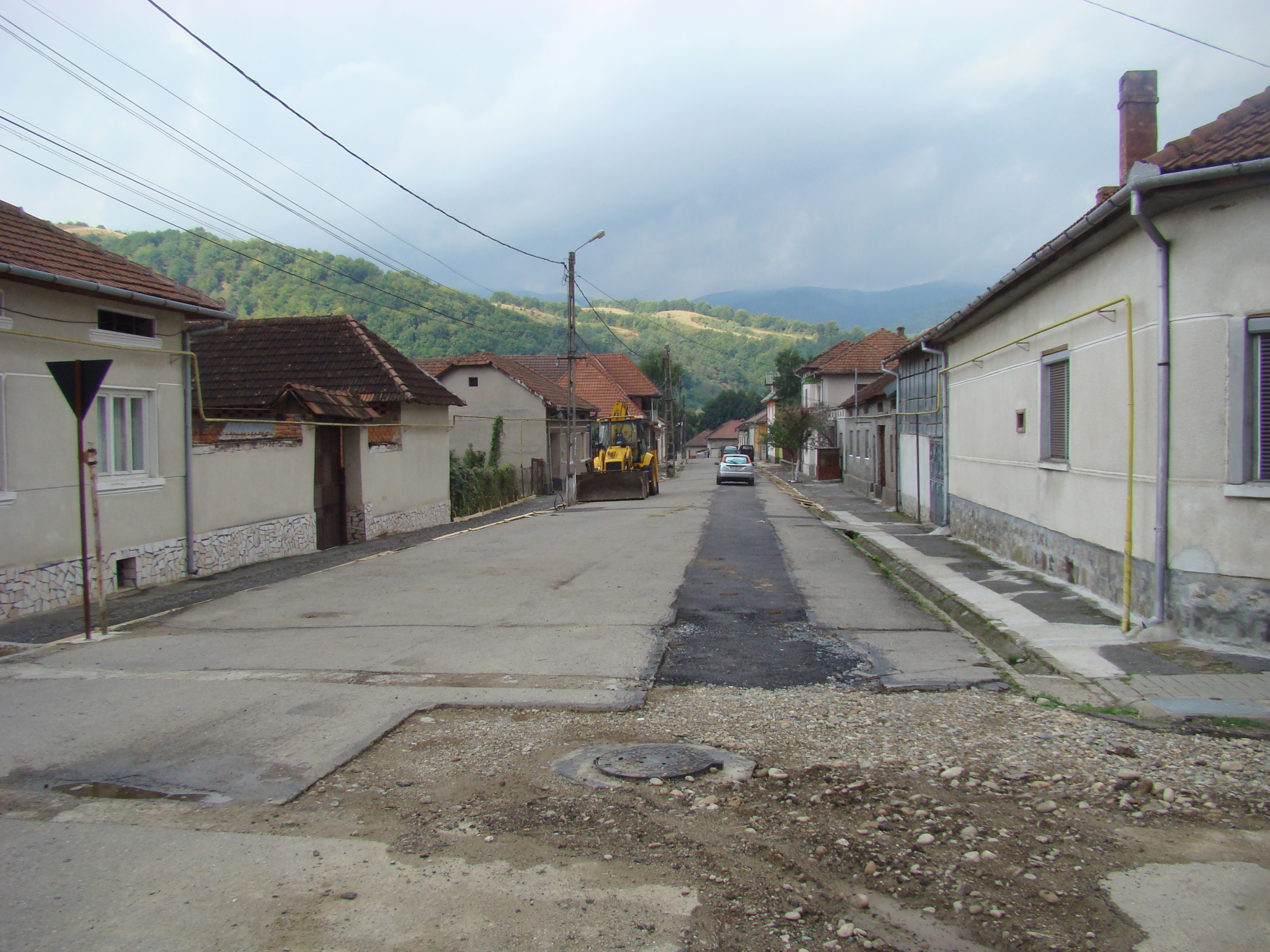
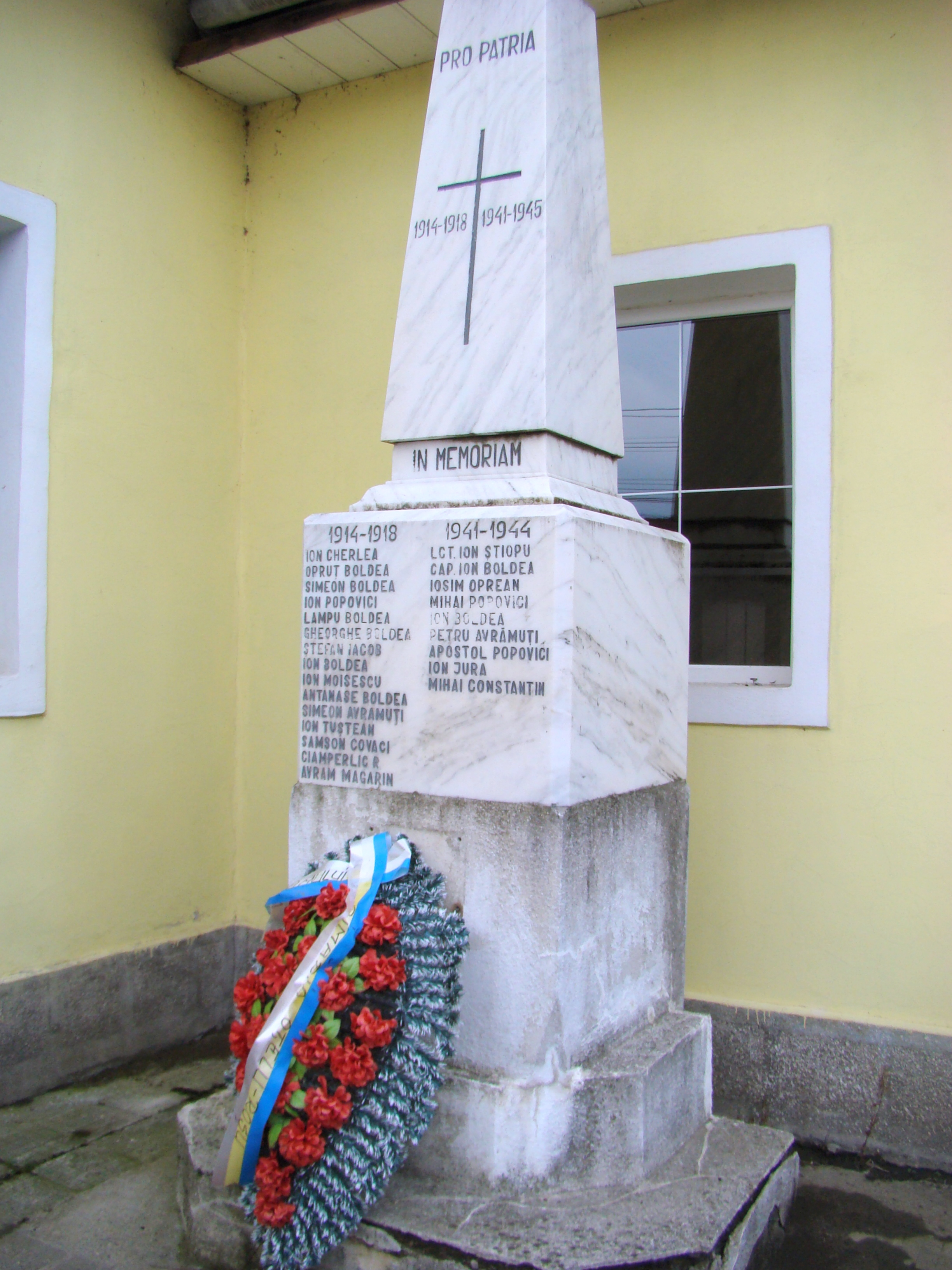
Monumentul eroilor
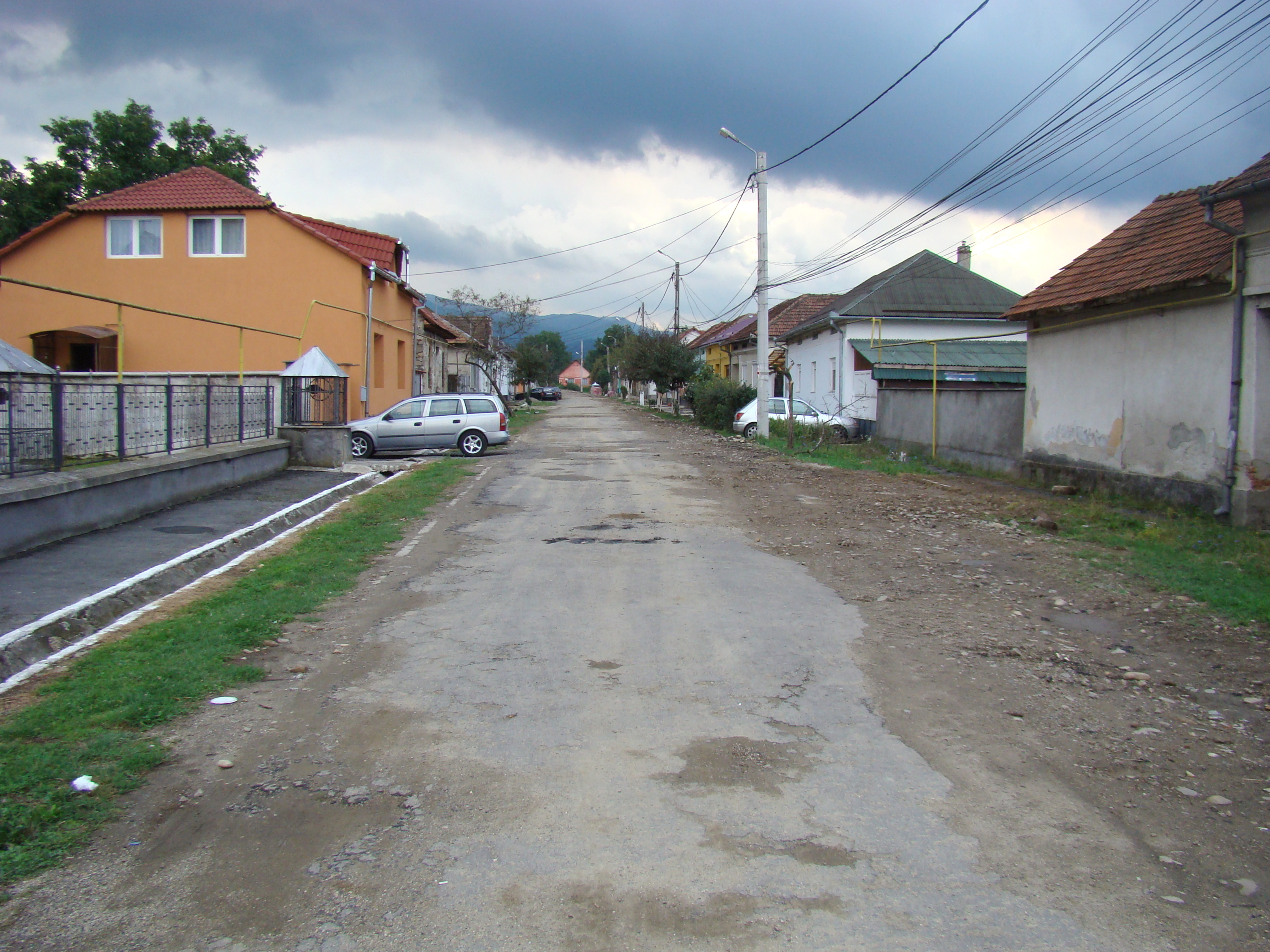